# ½ guldena gdańskiego wzór 1923
½ guldena gdańskiego wzór 1923 – moneta półguldenowa, wprowadzona do obiegu 18 grudnia 1923 r., po ustanowieniu 20 listopada 1923 r. przez sejm i senat Wolnego Miasta Gdańska nowej waluty – guldena gdańskiego, równego stu fenigom gdańskim. Moneta została wycofana z obiegu 1 kwietnia 1932 r. rozporządzeniem Senatu Wolnego Miasta Gdańska z 18 grudnia 1931 r.

## Awers
U samej góry znajduje się napis „Freie” (pol.: Wolne), pod nim „Stadt Danzig” (pol.: Miasto Gdańsk), poniżej „½ Gulden” (pol.: ½ Guldena), na samy dole herb Gdańska, a po jego bokach rok „19 23” lub „19 27”.

## Rewers
Na tej stronie umieszczono żaglowiec – kogę, na falach.

## Nakład
Monetę bito stemplem odwróconym w mennicach w Utrechcie (1923) i Berlinie (1927), w srebrze próby 750, na krążku o średnicy 19,5 mm, masie 2,5 gramów, z rantem ząbkowanym, stemplem zwykłym. Autorem projektu był F.Fischer.
Dla obydwu roczników istnieją egzemplarze bite stemplem lustrzanym.
Nakłady monety w poszczególnych latach przedstawiały się następująco:
| Lp. | Rocznik | Stempel   | Nakład (sztuk) | Zdjęcie |
| --- | ------- | --------- | -------------- | ------- |
| 1   | 1923    | zwykły    | 1 000 500      |         |
| 1   | 1923    | lustrzany | ?              |         |
| 2   | 1927    | zwykły    | 400 000        |         |
| 2   | 1927    | lustrzany | ?              |         |

## Opis
Projekt monety jest zbliżony do projektów srebrnych gdańskich jedno- i dwuguldenówki z 1923 r.
Moneta została zastąpiona w obiegu przez niklową półguldenówką gdańską z 1932 r.
Istnieją bardzo trudne do rozpoznania fałszerstwa tej monety.